# Mariano Ferrer y Aulet (pintura)
Mariano Ferrer y Aulet es un óleo realizado hacia 1780–1783 por el pintor español Francisco de Goya. Sus dimensiones son de 83,9 × 63,4 cm. Se expone en Museo de Bellas Artes de Valencia.

## Descripción
El retrato de Marian Ferrer probablemente fue pintado durante una de las estancias del pintor en Valencia, en el verano de 1783. Goya menciona a Ferrer, y un retrato que le había pintado, en una carta del mismo año dirigida a su amigo Martín Zapater. Ferrer está sentado en una mesa con el brazo apoyado encima de unos documentos, uno de ellos lleva la firma de Goya.